# Воттс (Оклахома)
Воттс (англ. Watts) — місто (англ. town) в США, в окрузі Адер штату Оклахома. Населення — 227 осіб (2020).

## Географія
Воттс розташований за координатами 36°6′26″ пн. ш. 94°34′17″ зх. д. / 36.10722° пн. ш. 94.57139° зх. д. (36.107254, -94.571435).  За даними Бюро перепису населення США в 2010 році місто мало площу 1,00 км², з яких 1,00 км² — суходіл та 0,00 км² — водойми.

## Демографія
Згідно з переписом 2010 року, у місті мешкали 324 особи в 108 домогосподарствах у складі 85 родин. Густота населення становила 323 особи/км².  Було 133 помешкання (133/км²).
Расовий склад населення:
| - 58,6 % — білих - 30,2 % — корінних американців - 1,2 % — осіб інших рас |

До двох чи більше рас належало 9,9 %. Частка іспаномовних становила 3,1 % від усіх жителів.
За віковим діапазоном населення розподілялося таким чином: 28,1 % — особи молодші 18 років, 60,5 % — особи у віці 18—64 років, 11,4 % — особи у віці 65 років та старші. Медіана віку мешканця становила 36,3 року. На 100 осіб жіночої статі у місті припадало 95,2 чоловіків;  на 100 жінок у віці від 18 років та старших — 91,0 чоловіків також старших 18 років.
Середній дохід на одне домашнє господарство  становив 32 287 доларів США (медіана — 22 083), а середній дохід на одну сім'ю — 32 735 доларів (медіана — 20 625). За межею бідності перебувало 53,1 % осіб, у тому числі 68,1 % дітей у віці до 18 років та 43,3 % осіб у віці 65 років та старших.
Цивільне працевлаштоване населення становило 77 осіб. Основні галузі зайнятості: освіта, охорона здоров'я та соціальна допомога — 28,6 %, виробництво — 24,7 %, транспорт — 6,5 %, роздрібна торгівля — 6,5 %.